# Bébryces
Les Bébryces sont un peuple qui vivait en Bithynie pendant l'Antiquité. 
Les auteurs anciens citent plusieurs héros éponymes possibles pour les Bébryces : Eustathe, dans un commentaire à Denys le Périégète, indique qu'ils doivent leur nom à une Naïade nommée Bébrykè, tandis que Stéphane le Byzantin leur donne pour héros éponyme un nommé Bébryx. Le Pseudo-Apollodore, dans sa Bibliothèque, mentionne une femme nommée Brykè, fille de Danaos, roi mythique de Libye et d'Arabie, qui est peut-être à identifier à la Bébrykè d'Eustathe.
Le géographe Strabon rattache les Bébryces aux Thraces, qui, selon lui, ont émigré dans de nombreux endroits d'Asie.
Les Bébryces apparaissent dans la mythologie grecque dans la quête des Argonautes, qui les affrontent au cours d'une de leurs escales. Dans les Argonautiques d'Apollonios de Rhodes, les Argonautes font escale chez les Bébryces au chant II et ont affaire à leur roi Amycos, qui oblige les étrangers à l'affronter à la lutte : l'un des Dioscures, Pollux, l'affronte et le tue, après quoi les Argonautes obligent les Bébryces à battre en retraite, puis reçoivent l'hospitalité du peuple voisin, les Mariandynes, dont ils aident le roi Lycos à vaincre les Bébryces à la guerre. Le poète latin Caius Valerius Flaccus relate un épisode similaire dans ses propres Argonautiques (qui prennent modèle sur l'épopée d'Apollonios).